# Ілля (пророк)
Ілля (івр. אֱלִיָּהוּ, Елія́гу — «міць Господня»; в ісламі — Ільяс) — біблійний пророк, святий.

## Ілля в Біблії
Ілля народився у м. Фесфії (Тесвії) Галаадській за 900 років до н.е. Ім'я, яке батьки дали синові (Еліягу означає «міць Господня») визначило все його життя. З малих літ він присвятив себе Богові, поселився в пустелі й жив у молитві й суворому пості. О тій порі царем Ізраїлю був Ахав, який закликав людей поклонятися ідолам (Ваалові). Прихильницею ідолопоклонства була й цариця Єзавель. Серед тих ізраїльських сміливців, які виступали проти цього був Ілля. Він ревно молився, закликав людей покаятися і повірити в Єдиного Бога.
Ілля прийшов до Ахава і від імені Божого оголосив йому: «Як живий Господь, Бог Ізраїлів, що перед лицем Його я стою, цими роками не буде роси та дощу, але тільки за моїм словом!» (1 Цар 17:1). Так і сталося. Почалася страшна посуха; навіть трава вигоріла, і настав голод. Ілля, з волі Божої, оселився в пустелі біля одного струмка, «А круки  приносили йому хліба та м'яса вранці, і хліба та м'яса ввечорі, а з потоку він пив.» (1 Цар 17:3-6).
Коли і струмок висох бо в краю не було дощу, Бог повелів пророкові йти в язичницьке місто Сарепту Сидонську до однієї бідної вдови і жити в неї. У цієї вдови, яка мешкала зі своїм сином, залишилося лише одна жменька борошна і трохи олії. Прийшовши в Сарепту, Ілля повелів їй спекти спочатку для нього корж і обіцяв, що «Бо так сказав Господь, Бог Ізраїлів: Дзбанок муки не скінчиться, і не забракне в горняті олії аж до дня, як Господь дасть дощу на поверхню землі. І пішла вона, із зробила за словом Іллі, і їла вона й він та її дім довгі дні...» (1 Цар 17:14-15).
Невдовзі у цієї вдови син захворів і помер. Пророк Ілля тричі помолився над ним Богу, «І вислухав Господь голоса Іллі, і вернулася душа дитини в неї, і вона ожила...» (1 Цар 17:22), що є першим за хронологією випадком воскресіння людини у Біблії.

### Жертвоприношення на горі Кармель

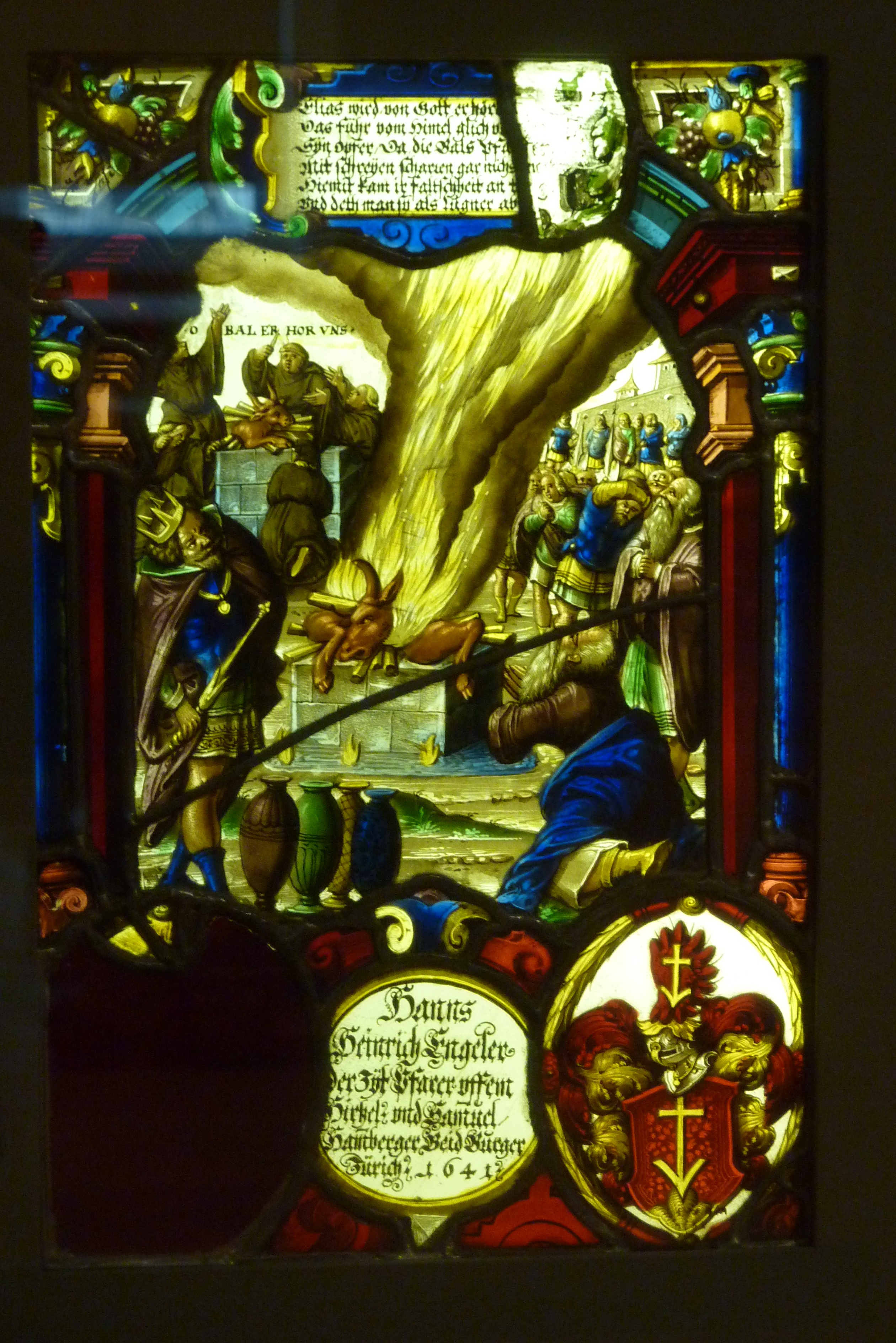
Сходження вогню з неба. Вітраж в Луврі (Париж)

Три з половиною роки тривала посуха. Ілля, за велінням Божим, знову прийшов до царя Ахава і запропонував йому зібрати ізраїльський народ на горі Кармель. Коли Ахав зібрав народ, Ілля сказав: «І ви покличете ім'я бога вашого, а я покличу Ім'я Господа. І станеться, той Бог, що відповість огнем, Він Бог! І відповів той народ та й сказав: Це добре слово!» (1 Цар 18:24).
Першими стали приносити жертву жерці Ваалові. Вони приготували жертовник, поклали на нього тельця і цілий день біля нього стрибали і кричали: «Ваале, почуй нас!», однак відповіді не було. «І сталося опівдні, і сміявся з них Ілля й говорив: Кличте голосом сильнішим, бо він бог! Може він роздумує, або відлучився, або в дорозі! Може він спить, то прокинеться!» (1 Цар 18:27).
Настав вечір. Тоді Ілля приготував жертовник, викопав навколо нього рів, поклав на жертовник дрова і тельця і повелів вилити три рази по чотири відра води так, що нею наповнився рів. Потім Ілля звернувся з молитвою до Господа. І вмить зійшов з неба вогонь Господній, і попалив не лише дрова і жертву, але знищив і воду, що наповнювала рів, і камені, з яких було складено жертовник. «І спав Господній огонь, та й пожер цілопалення, і дрова, і каміння, і порох, і вилизав воду, що в рові... І побачили це всі люди, та й попадали на обличчя свої й говорили: Господь, Він Бог, Господь, Він Бог! І сказав до них Ілля: Схопіть Ваалових пророків! Нехай ніхто не втече з них! І похапали їх, а Ілля звів їх до потоку Кішон, та й порізав їх...» (1 Цар 18:38-40).
Після цього Ілля зійшов на вершину гори і став молитися про дощ. З моря подув вітер, на небі з'явилися великі хмари і пішла злива.
Цариця ж Єзавель, дружина Ахавова, незважаючи на чудеса, переслідувала і далі Іллю за те, що він піддав смерті усіх жерців Ваалових. Ілля сховався в пустелі. Йому здавалося, що він тільки один залишився вірним Богу, і тому його хочуть убити. І він зовсім занепав духом: «А сам пішов пустинею, дорогою одного дня, і сів під одним ялівцем, і зажадав собі смерти, і сказав: Досить тепер, Господи! Візьми душу мою, бо я не ліпший від батьків своїх!...» (1 Цар 19:4)
Але Господь підбадьорив його, явившись йому у печері гори Хорив (Синай): «А Він відказав: Вийди, і станеш на горі перед Господнім лицем. Аж ось переходитиме Господь, а перед Господнім лицем вітер великий та міцний, що зриває гори та скелі ламає. Та не в вітрі Господь. А по вітрі трус землі, та не в трусі Господь. А по трусі огонь, і не в огні Господь. А по огні тихий лагідний голос.» (1 Цар 19:11-12)

### ПомазанняЄлисея

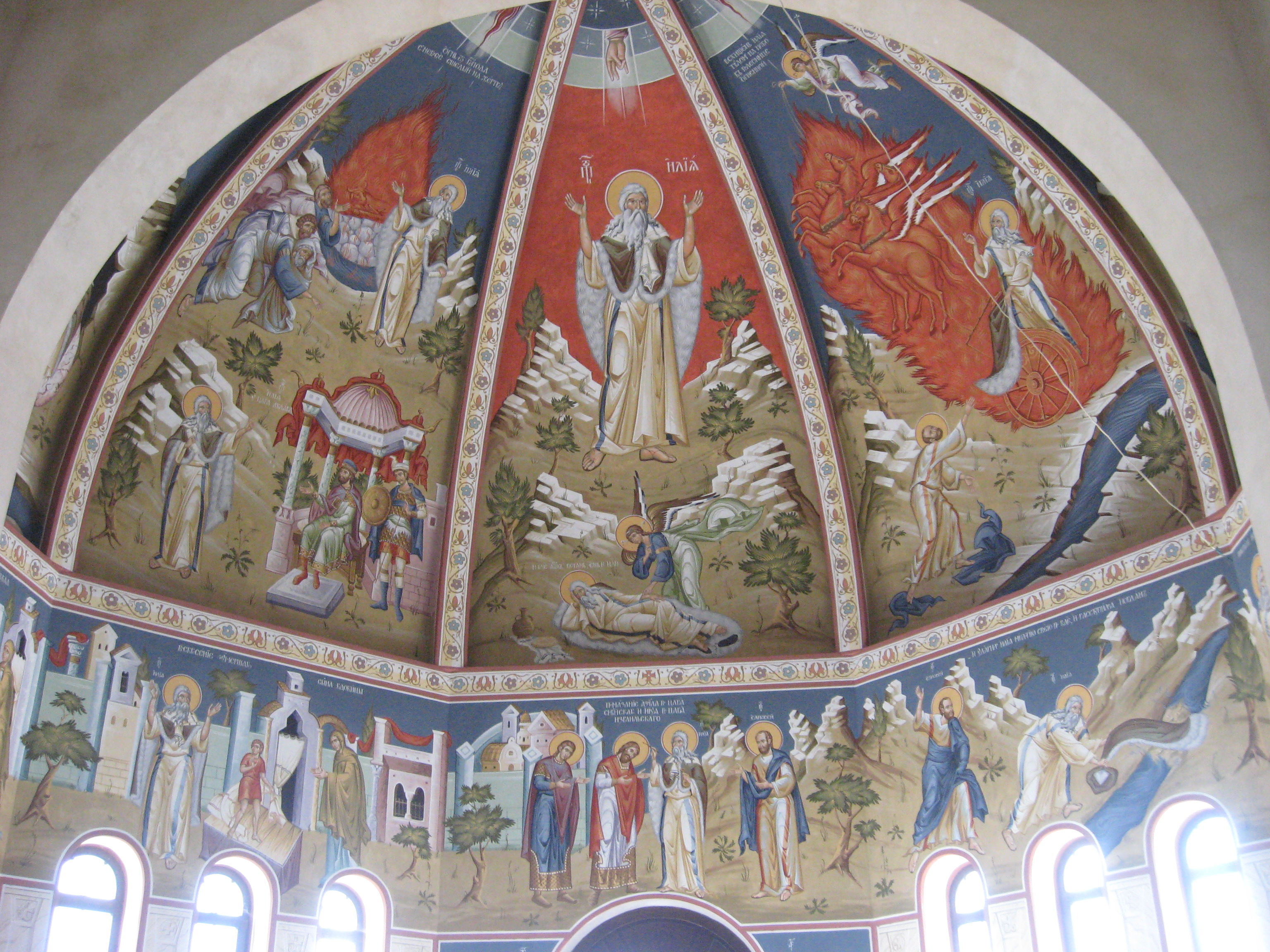
Розпис церкви (Сім'ятичі, Польща)

Господь утішив Іллю і сказав, що серед ізраїльтян є ще сім тисяч чоловік, які не кланялись ідолам, і що Він висуне з-поміж них пророка Єлисея, якого і повелів помазати.
Явлення Господа показало Іллі, що Господь не лише грізний Суддя, що карає, але й милостивий, добрий Отець. Це явлення також було прообразом пришестя на землю Ісуса Христа, що явився не для того, аби судити і карати, але й щоб милувати і спасти людей.
Ілля, згідно з вказівкою Божою, помазав у пророки Єлисея, який згодом став його учнем. Якось, коли вони йшли разом, Ілля сказав Єлисеєві: «Поки я з тобою, проси в мене, що бажаєш».

## Вознесіння на небо
Єлисей відповів: «Дух, який у тобі, нехай буде на мені подвійно». Ілля сказав: «Багато ти просиш, та якщо побачиш, як мене буде забрано від тебе, то отримаєш». Вони пішли далі. Раптом з'явилася вогняна колісниця з вогненними конями, й Ілля понісся у вихорі на небо, а Єлисей лише встиг вигукнути «Батьку мій, батьку мій, возе [колісниця] Ізраїлів та верхівці його! Та вже не побачив його...» (2 Цар 2:12). Іконописці найчастише зображають Іллю саме під час вознесіння — на вогненній колісниці, запряженій четвіркою крилатих коней, що возноситься в небеса.
Слова пророка Єлисея означали, що святий пророк Ілля своїми молитвами захищав царство Ізраїльське від ворогів краще, ніж усе воїнство ізраїльське — колісниці і кіннота його. В цей час до ніг Єлисея впала милоть Іллі, тобто плащ. Єлисей підняв його і з ним отримав подвійний дар пророчий, та також воскресив сина однієї шунамітянки. (Див.: 2 Цар 3:16-19; 2 Цар 4:27-36).
Ілля зазнав чимало переслідувань від ідолопоклонників.

## Ілля в Православній духовності
Під час життя Ісуса Назарея, пам'ятаючи про чудеса Іллі, деякі люди сприймали його за пророка. В християнстві прийнято вважати, що в час Преображення Господнього на горі Фавор Ілля разом з Мойсеєм розмовляли з Господом. В тропарі свята Ілля трактується як «Ангел тілесний, твердиня пророків, другий предтеча Христового пришестя…»

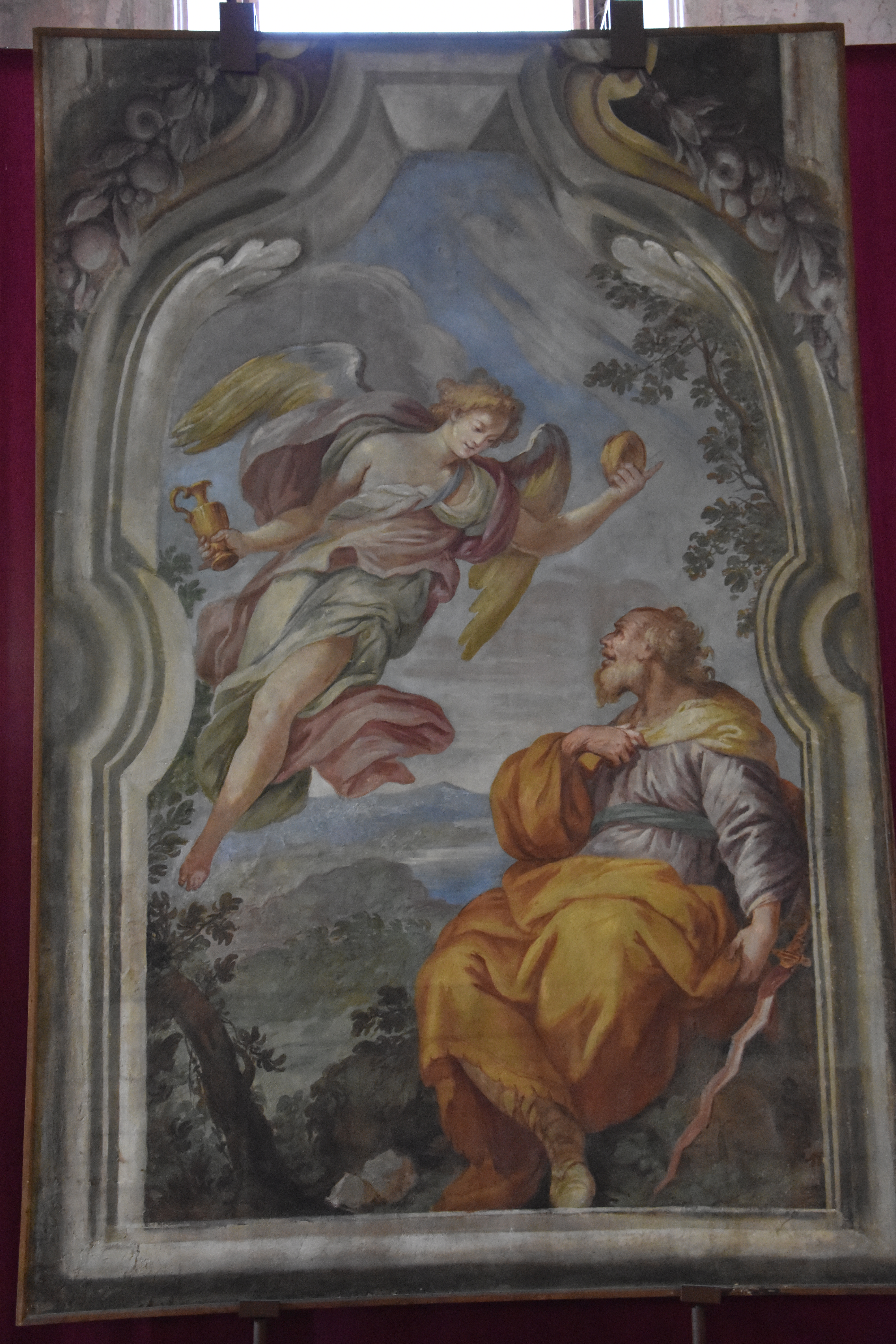
Янгол годує Іллю Фреска ~1694 Salvatore Bianchi збережена із церкви Сан-Антоніо, що була знесена 1907.

Ілля — істотна фігура в Православній духовності — відтепер багато Церков і дітей одержують його ім'я: «Ілля».
Св. Ілля шанується і є зразком для наслідування: 
- його дива, наприклад, бесіда з Богом;
- його аскетизм, тобто, забраний Богом, щоб жити в пустелі, їв тільки їжу, принесену воронами;
- його пророцтво, наприклад, слухаючи Бога пророкував, щоб денонсувати правителів за їх несправедливість, їх невірність, і їх гніт людей;
- його православ'я, наприклад, слідуючи за тим справжнім Богом і опонуючи богослужінню іншим богам;
- його здійснені дива, наприклад, забезпечив їжею під час голоду, воскресив небіжчика;
- його турбота про бідноту, вдів і сиріт;
- його живим взяв, на небеса Бог у вогненній колісниці, чого до нього удостоївся тільки Енох;
- його зустріч з Месією в священному Преображенні (Матв. 17:1-8).

День святого пророка Іллі відзначається 20 липня за новоюліанським календарем.

## День пророка Іллі

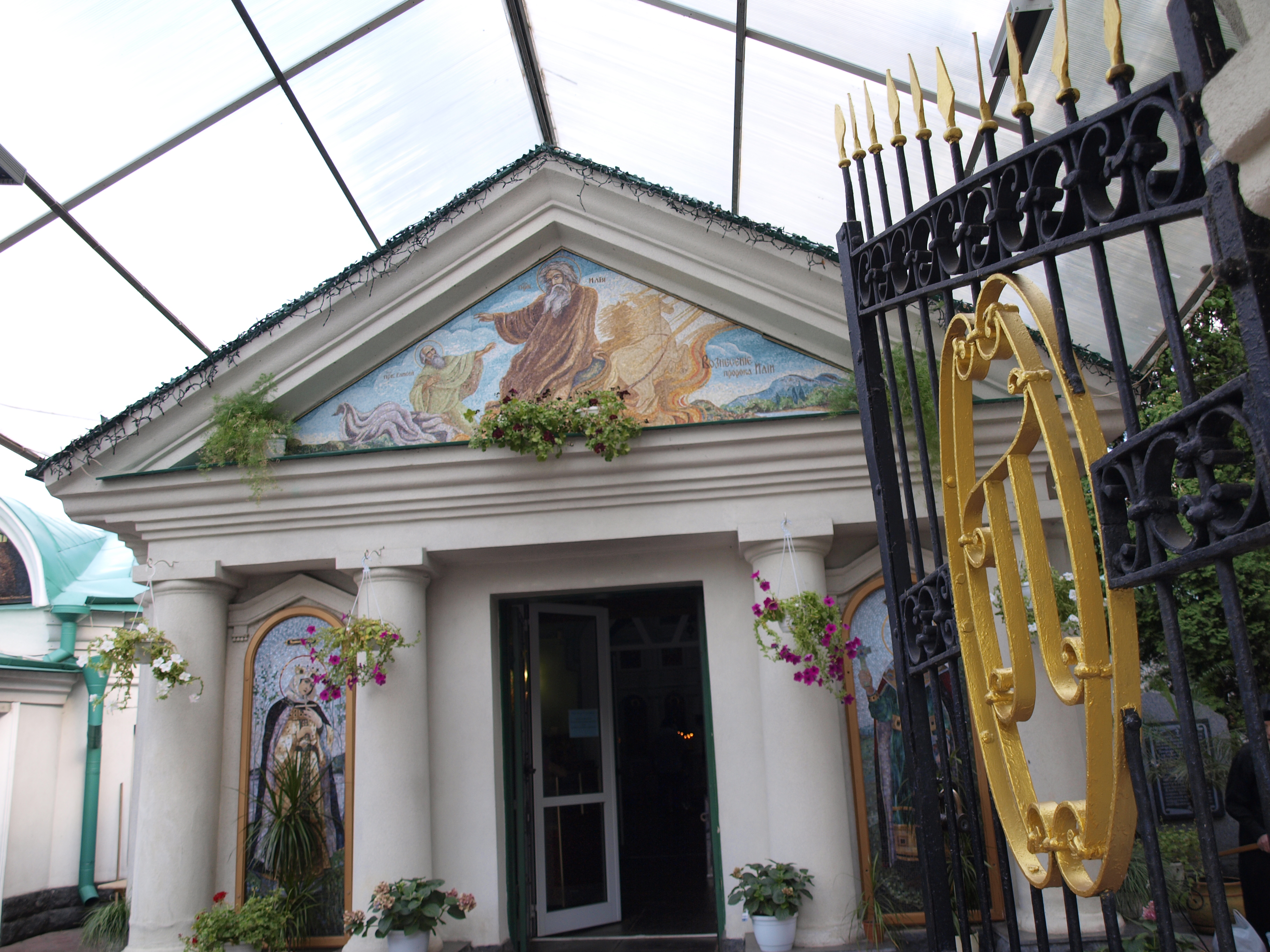
Вхід до Іллінської церкви на Подолі (Київ)

20 липня — День пророка Іллі. Скоро після цього дня в Україні бувають так звані горобині ночі — нічні грози з блискавками та громом.
Перед образами під час грози старі люди рекомендують запалити свячену свічку. Вважалося, що це вбереже оселю від грому.
Якщо цього дня дощить, в народі вважають, що якщо цим дощем вмитися, то можна зцілитися від хвороб і прокази.
Від цього дня поступово встановлюється помірне тепло, тому що світловий день скорочується, а ніч стає довшою.
В цей день випікали урочистий хліб із першого врожаю, який розрізали і роздавали строго у порядку від старшого до наймолодшого члена сім'ї.
Народні прикмети про День Іллі: 
- якщо зранку хмарно, то сівба повинна бути рання і можна чекати доброго врожаю
- якщо хмарно опівдні — середня сівба, а якщо ввечері — сівба пізня і врожай поганий.
- До Іллі дощ ходить за і проти вітру — як накаже пророк, а після нього — лише за вітром.
- З Ільїна дня  скоро буде ніч довша, а вода прохолодніша.
- По Іллі і сонце по гіллі.

## Галерея

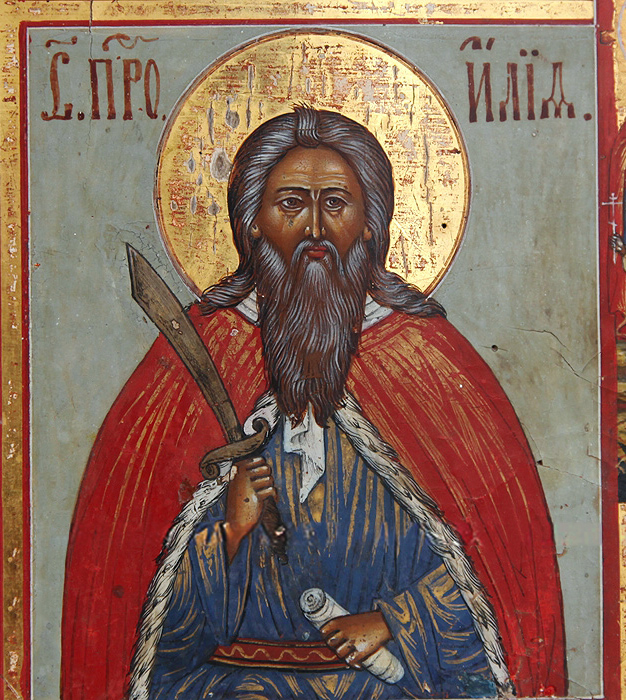
Илья пророк з мечем (Ілля Грозний) XIX ст.
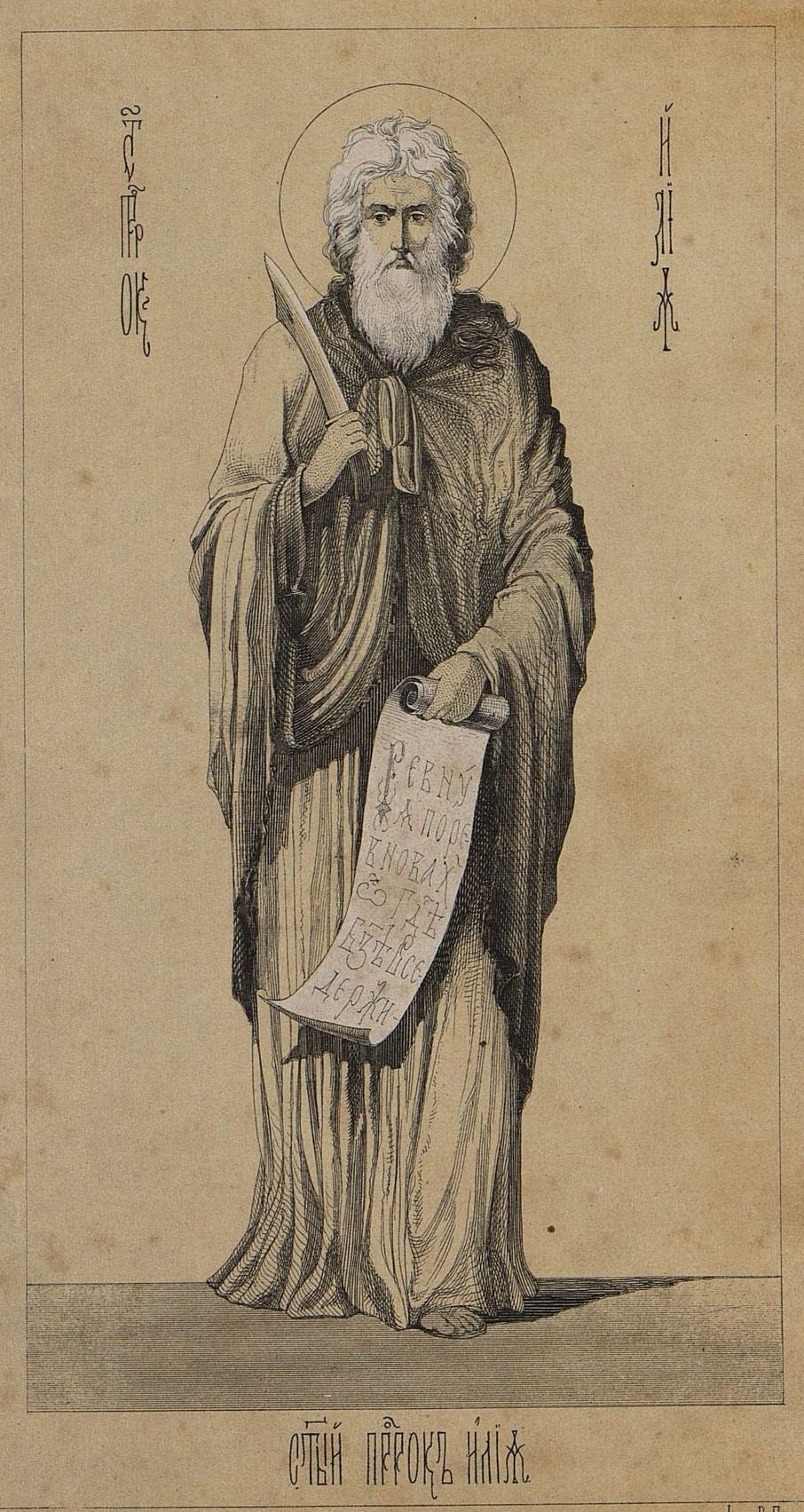
1877 Літографія
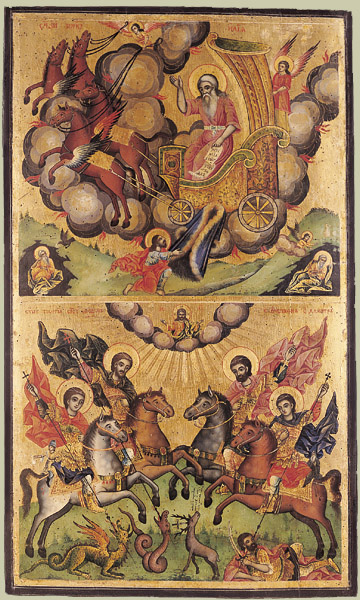
Ілля-пророк, св. Георгій, Теодор Тирон, Теодор Стратилат, Димитрій Солунський
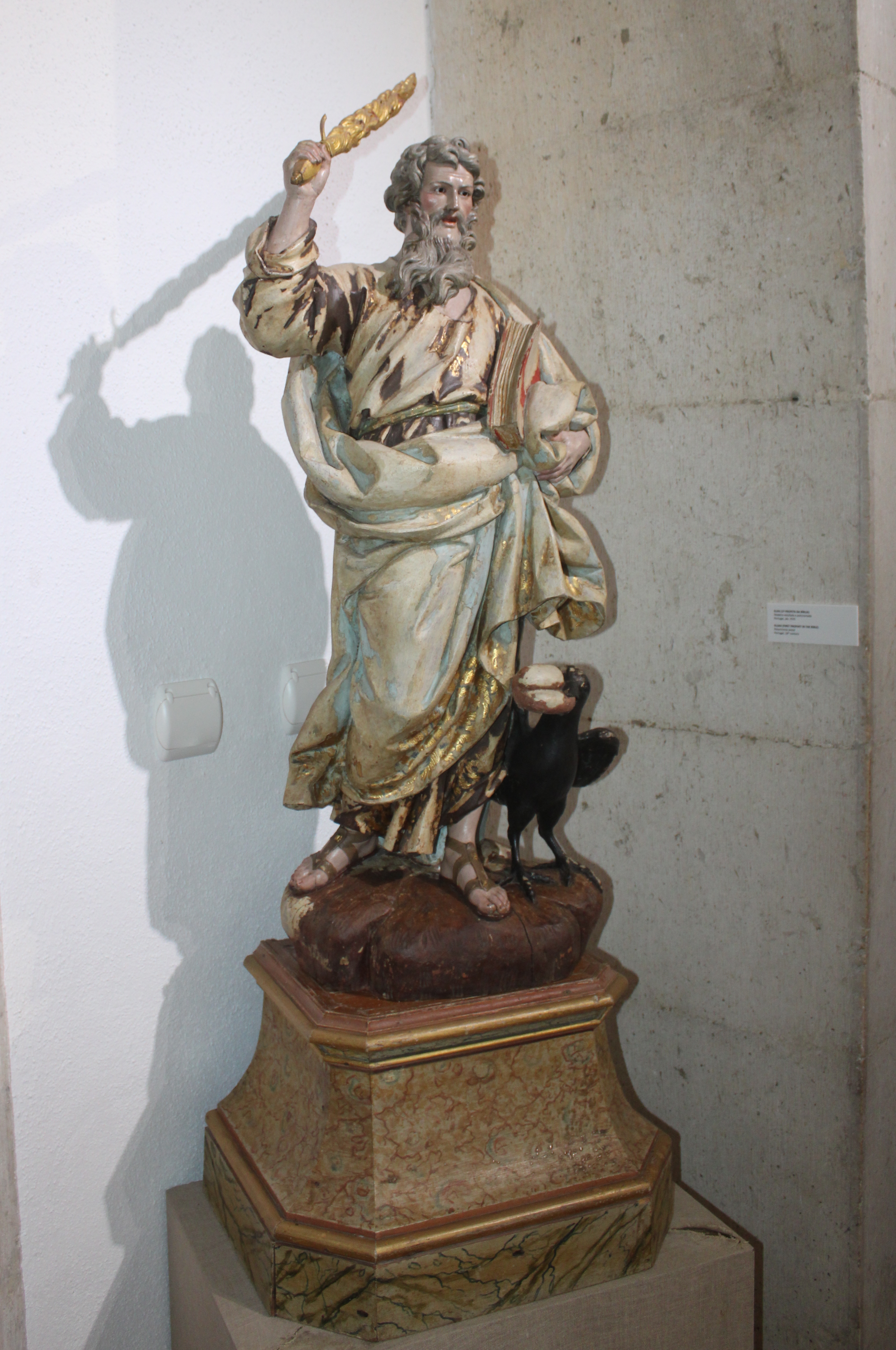
Статуя Іллі в Монастирі Сан-Вісенте-де-Фора (Португалія)
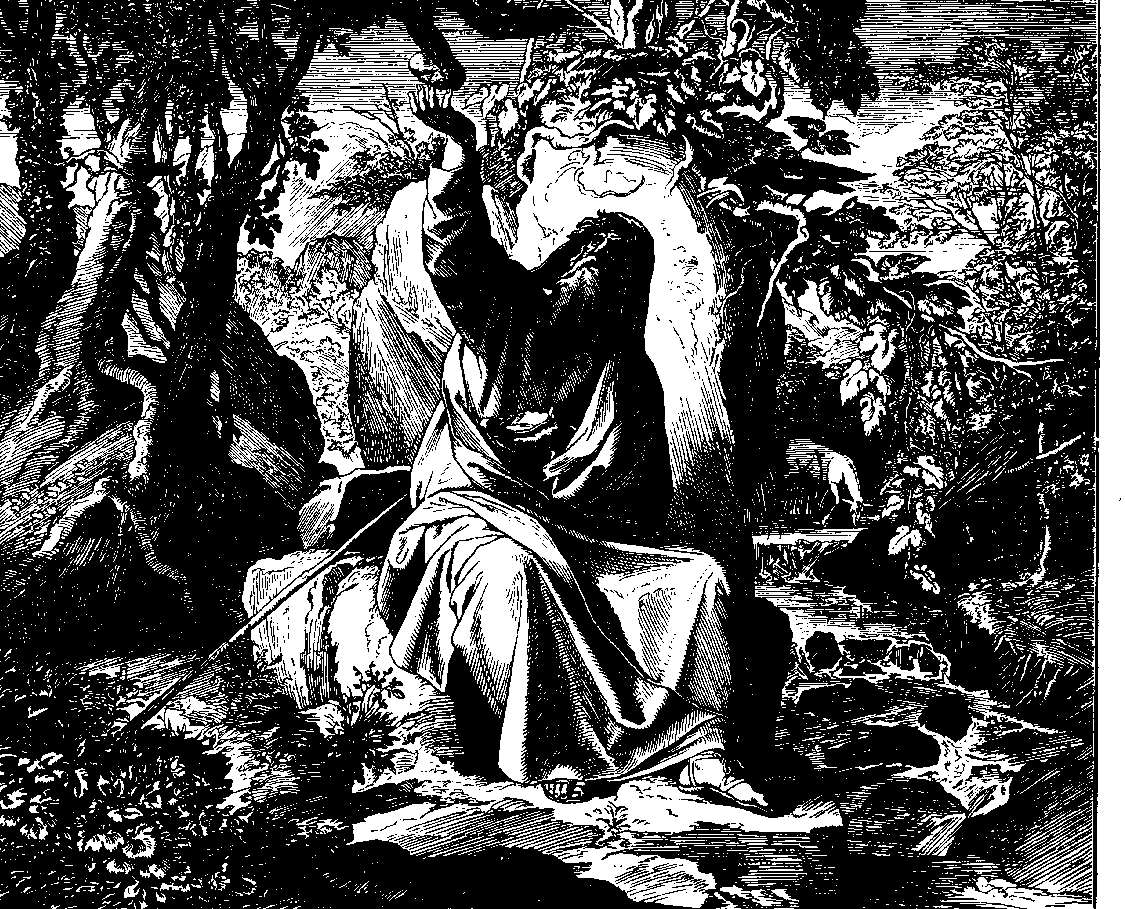
гравюри Юліуса Шнор фон Каролсфельд, видані 1860 року. Це одні із найпопулярніших наборів ілюстрацій до Біблії.
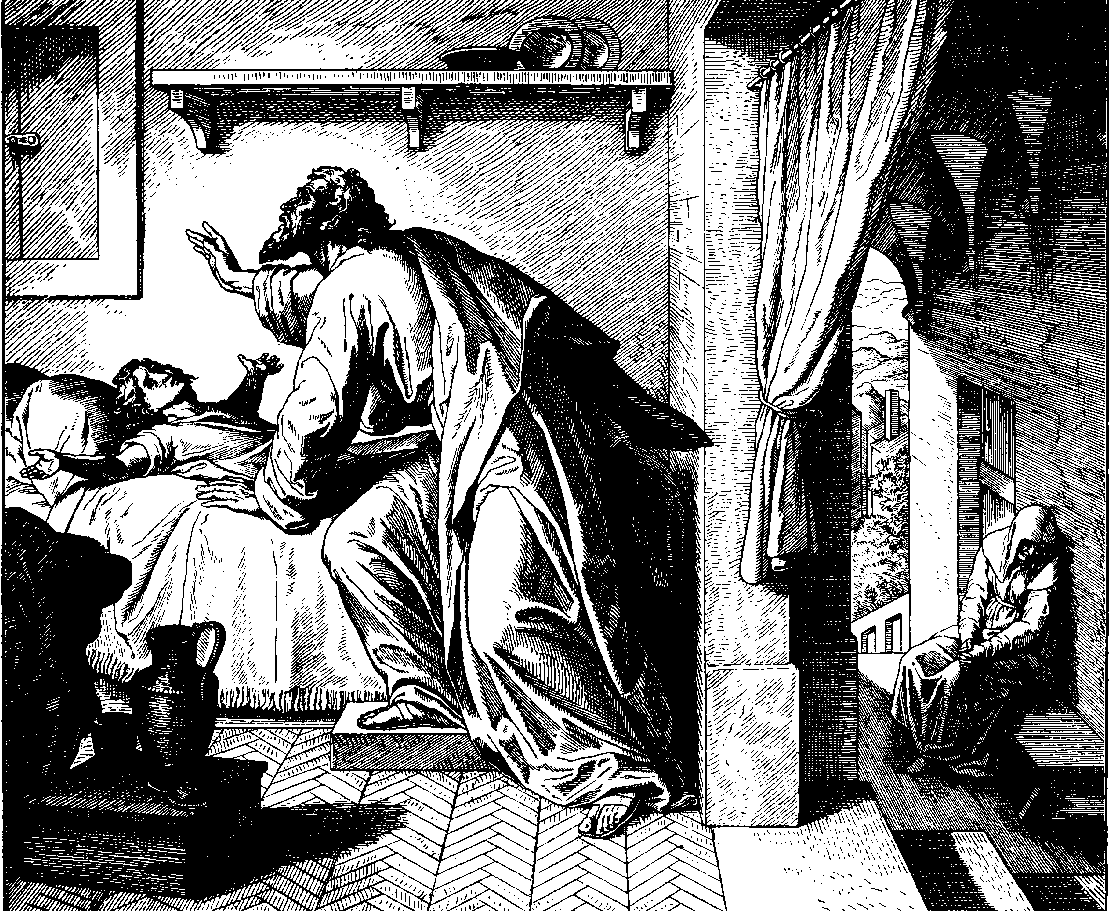
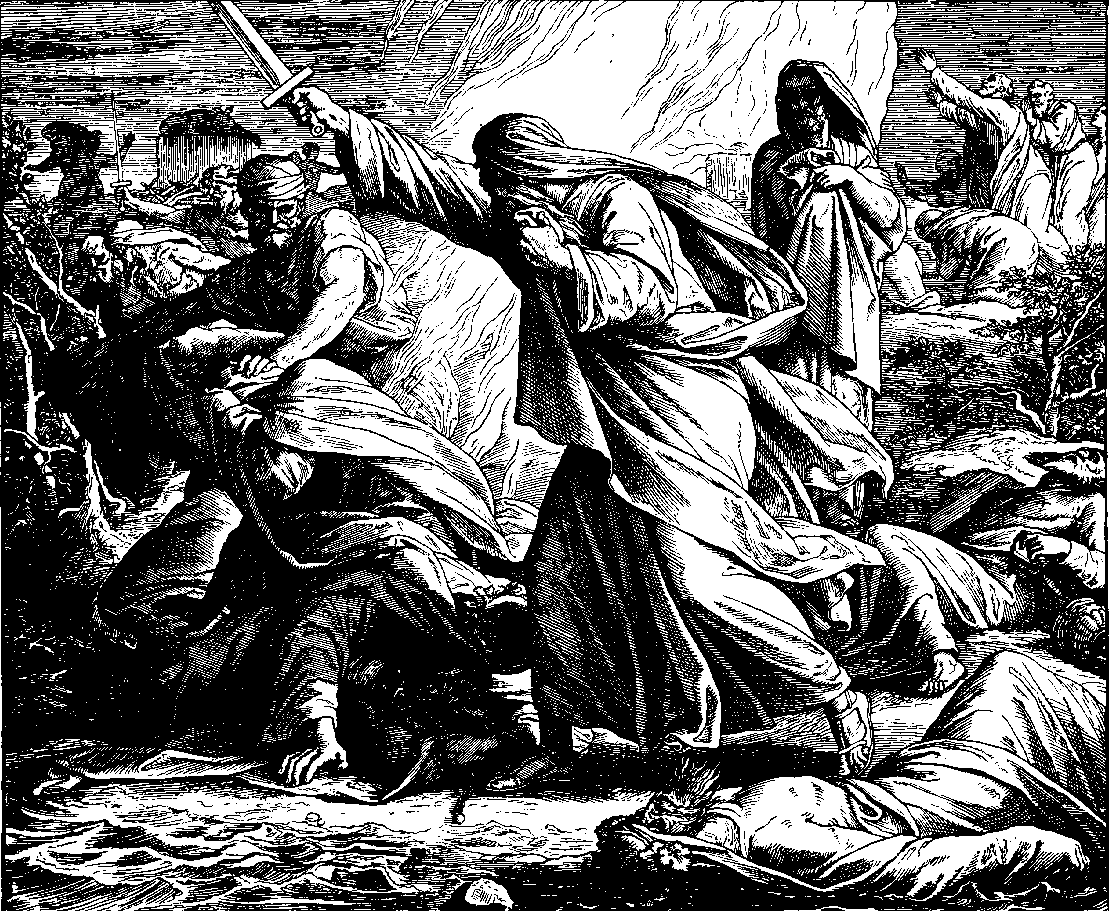
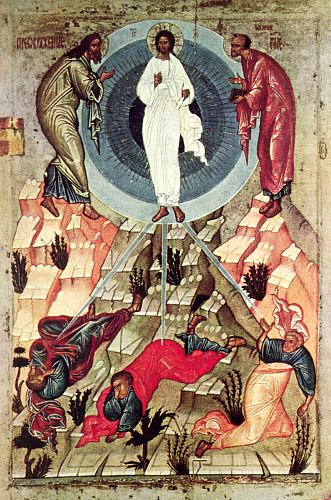
Ікона Преображення Господнього, Новгород XV в.
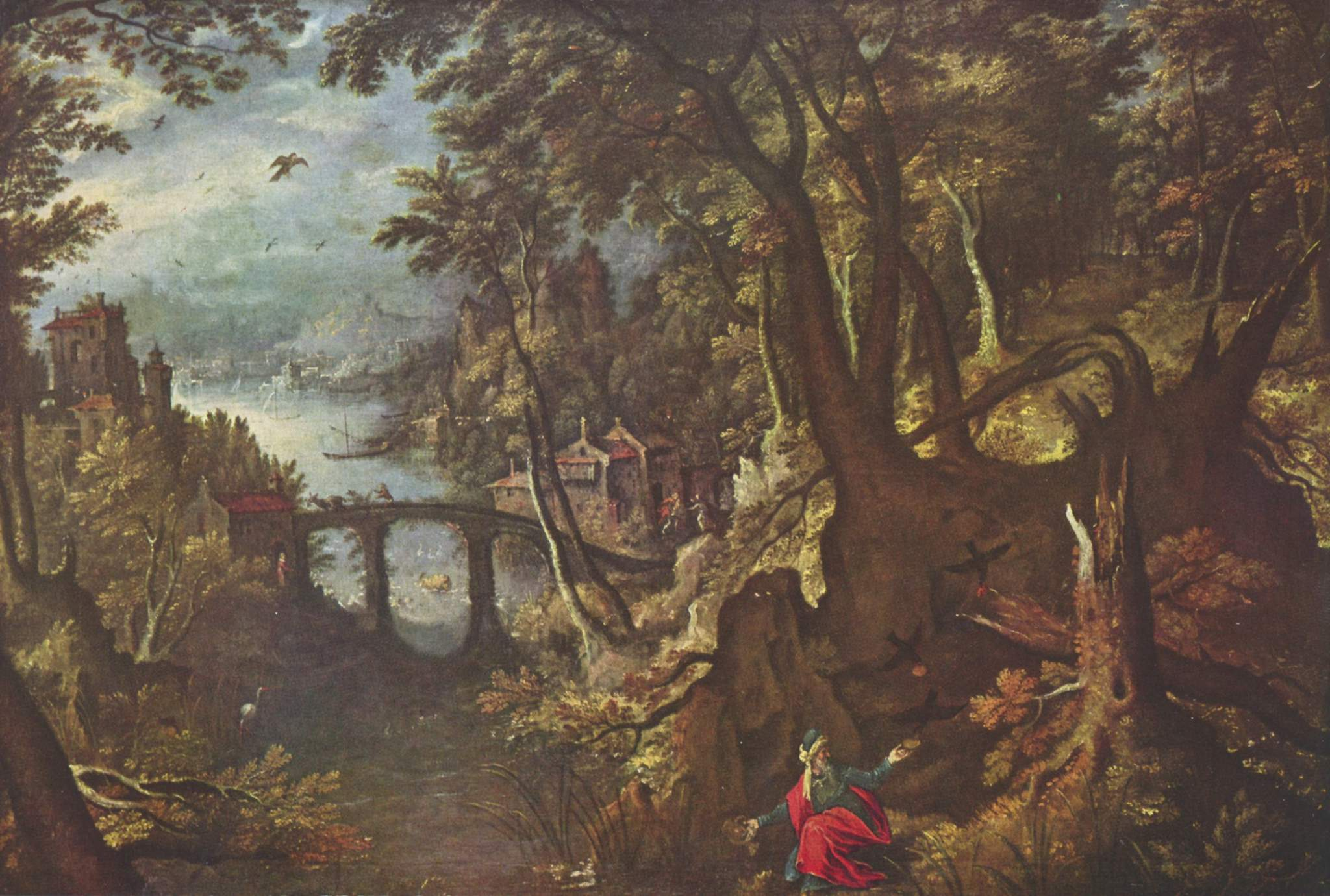
Ворон, годуючий пророка Іллю. Gillis van Coninxloo[en], кін XVI в. Королівські музеї витончених мистецтв (Брюссель)
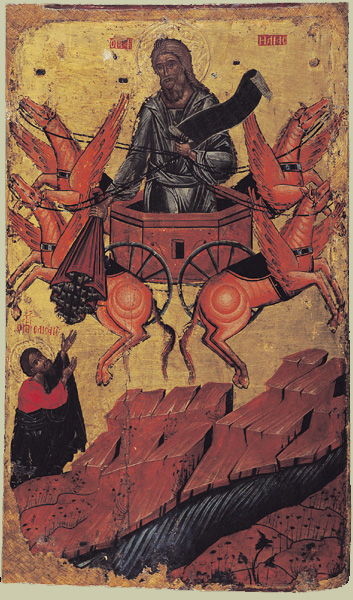
Вознесення Іллі, Болгарія XVII в.
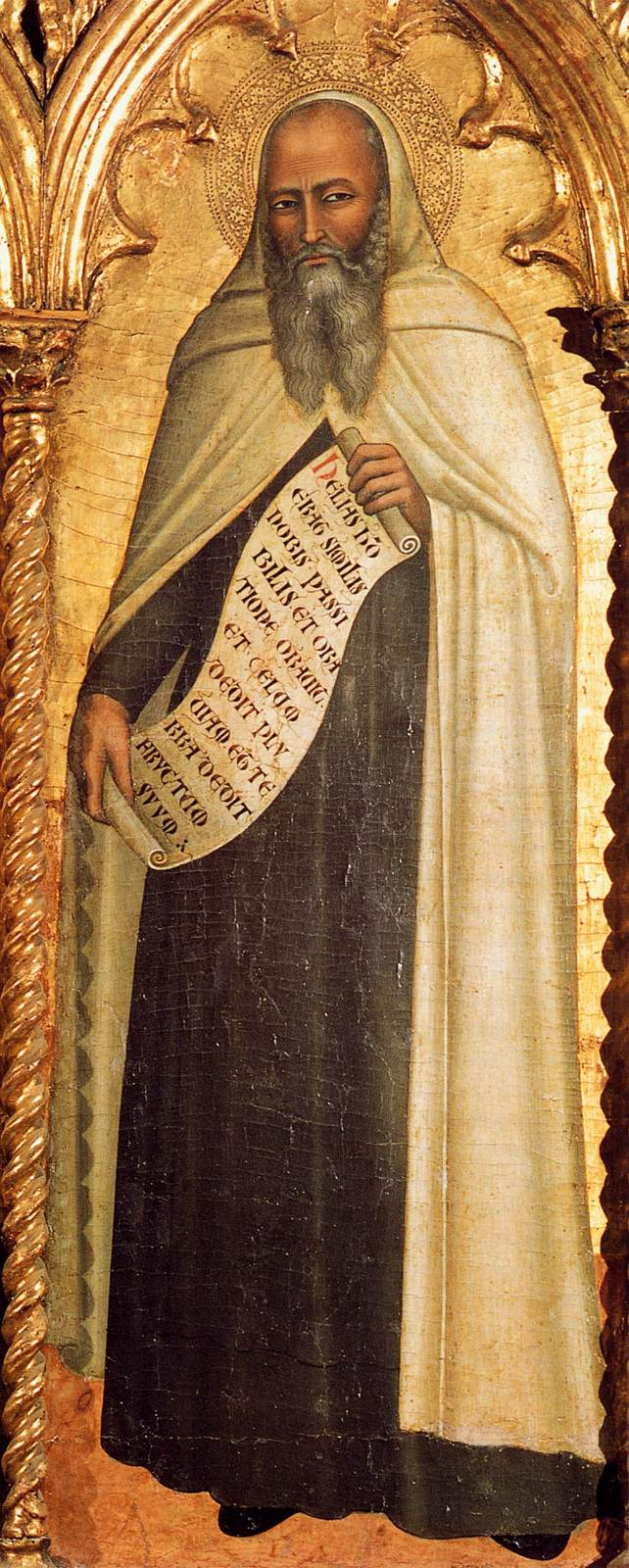
~1360 Андреа Бонайуті
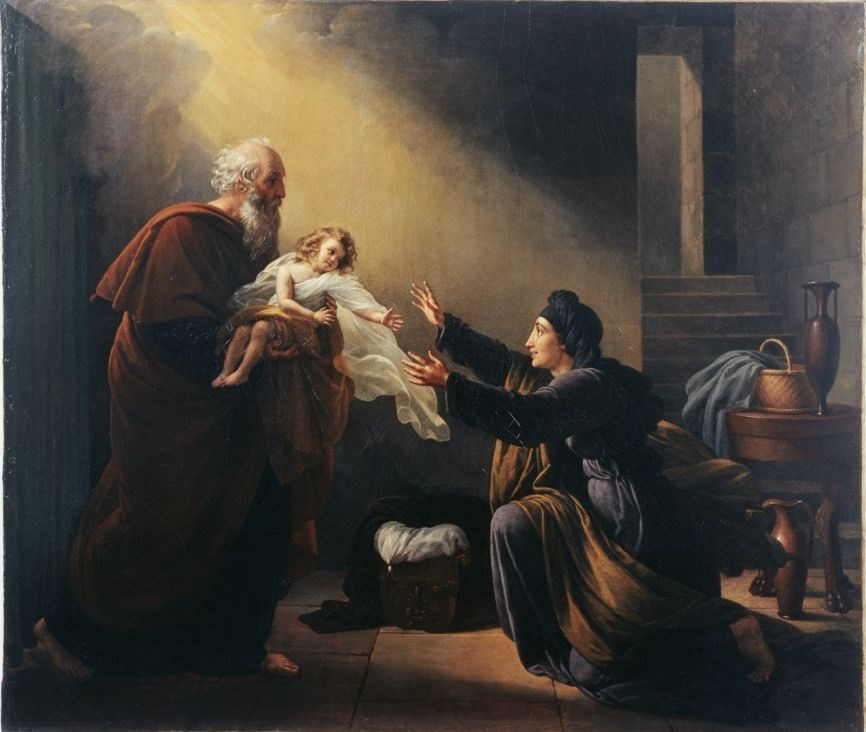
Ілля воскрешає дитя, 1819 Louise Hersent[en]
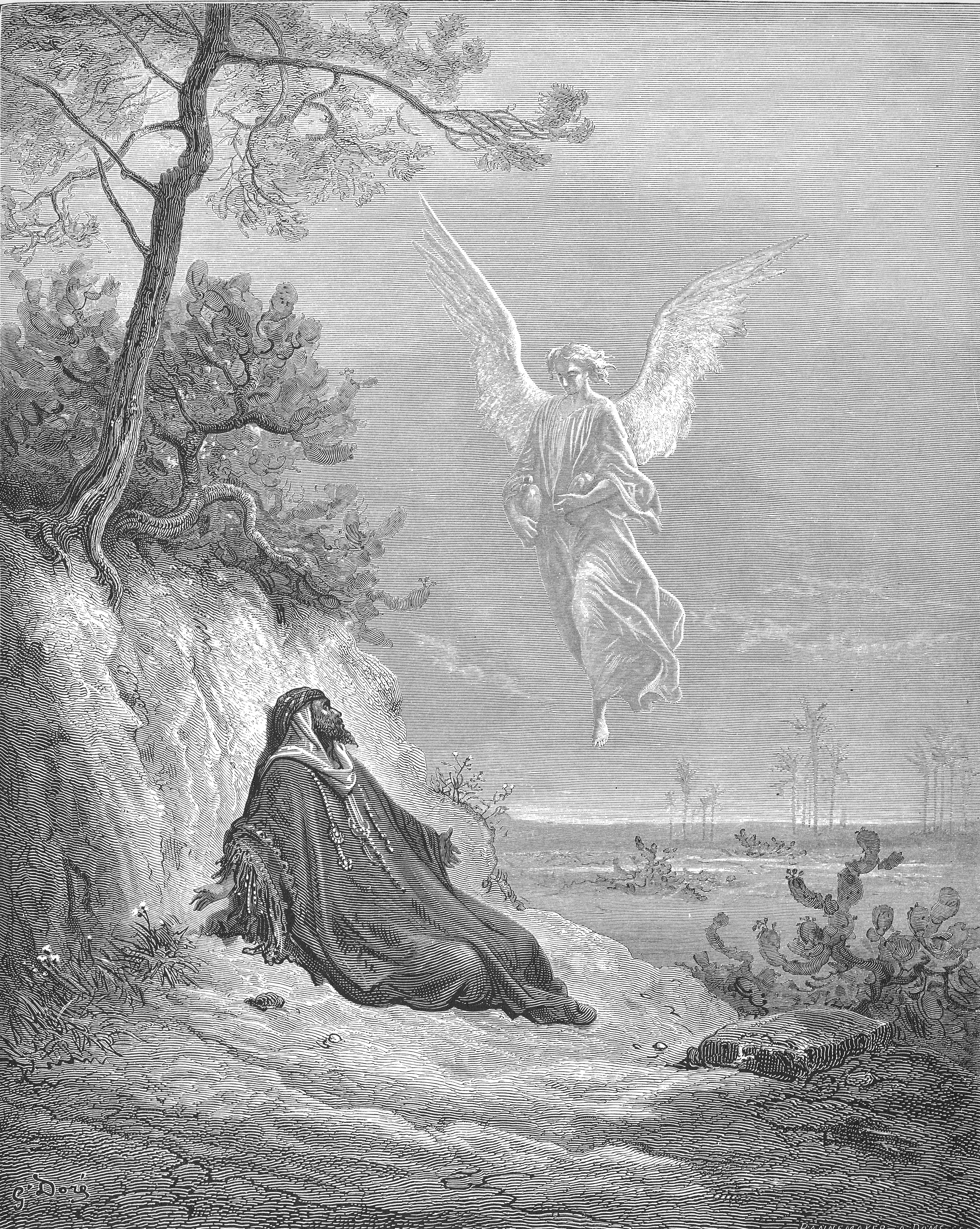
1866 Ілюстрації до Біблії Гюстав Доре (1 Царів 19:1-21)
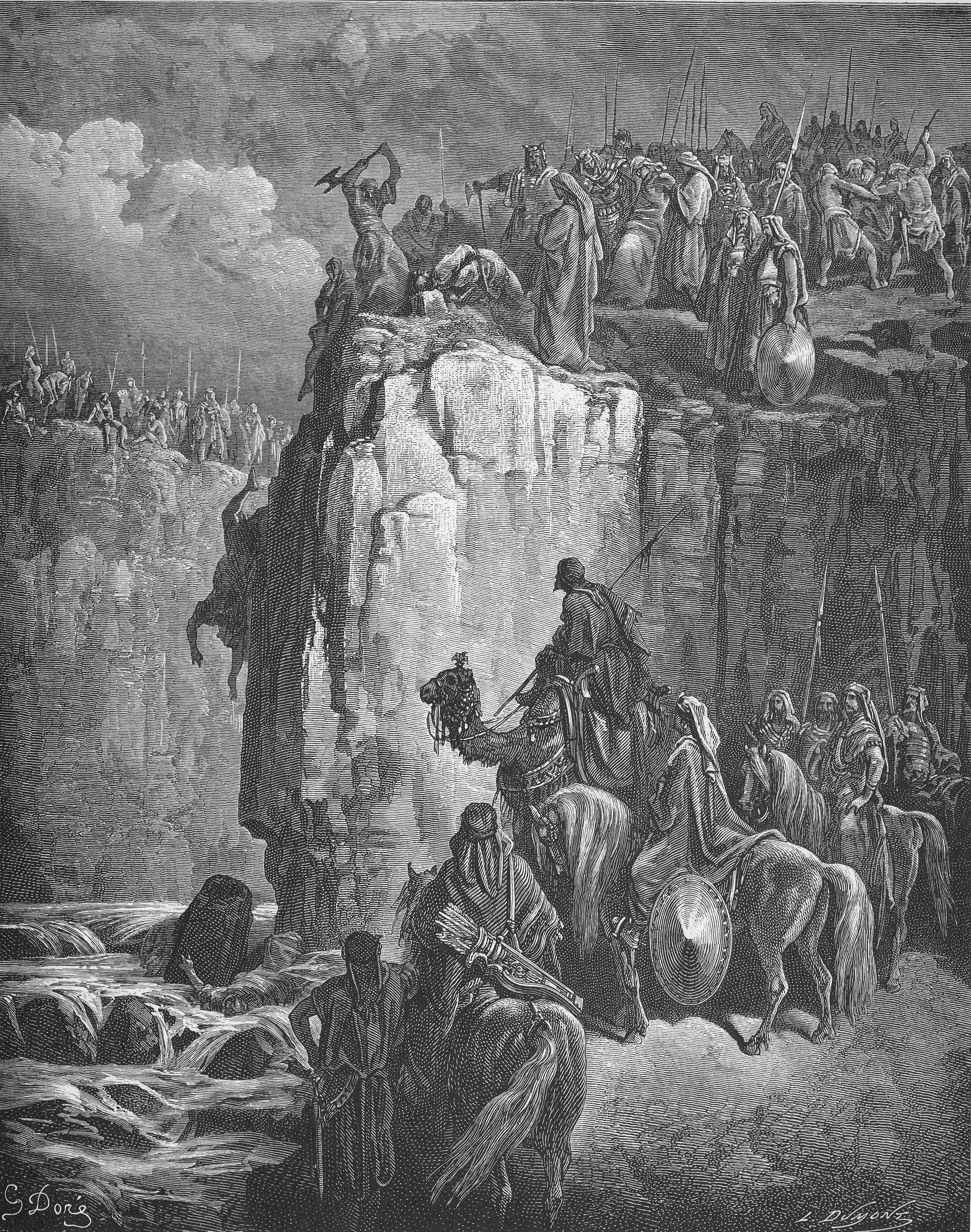
Перемога над пророками Ваала (1 Царів 18:20-40)
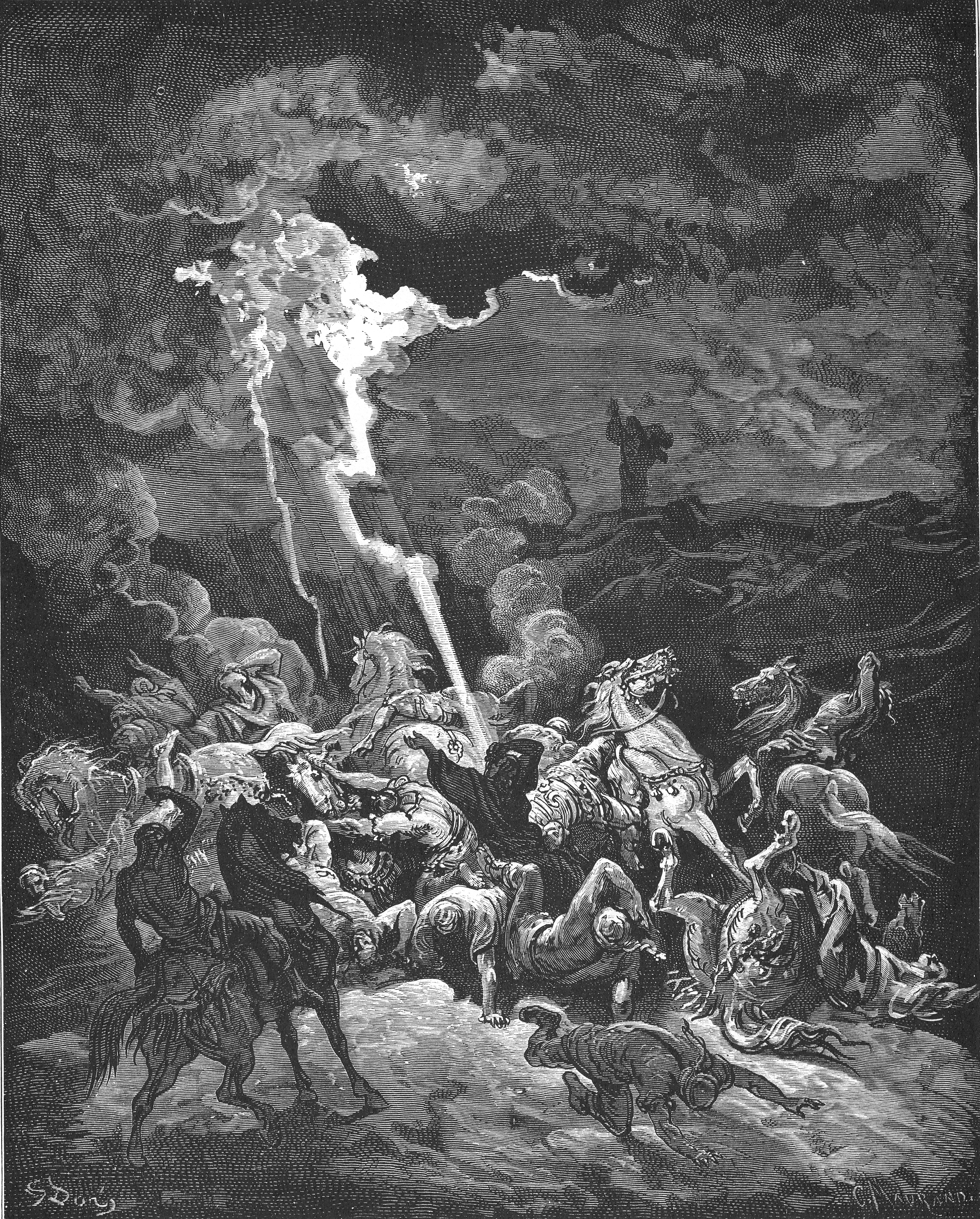
Ілля сокрушає посланців царя Ахазії (2 Царів 1:3-14)
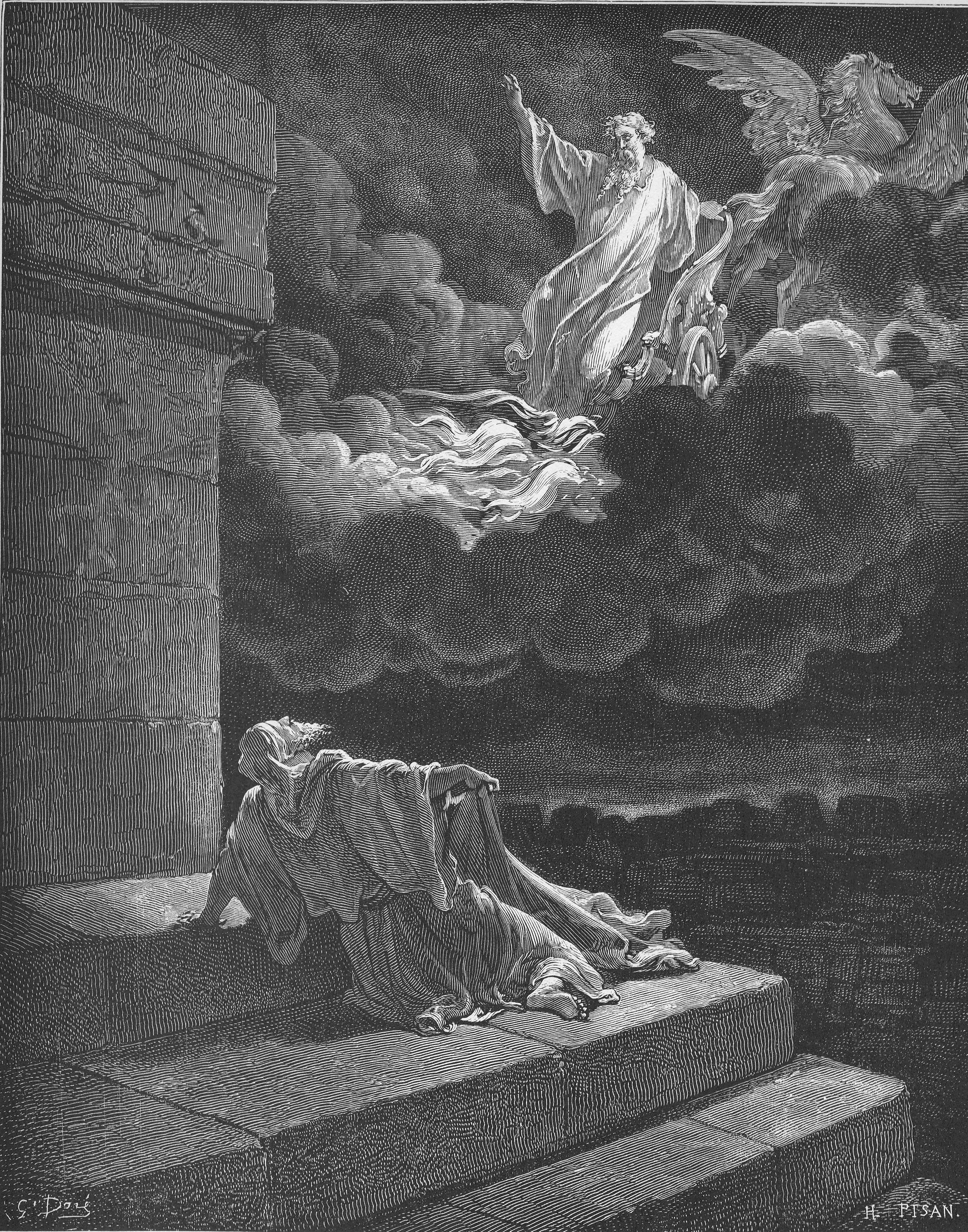
Вогнена колесниця забирає Іллю (2 Царів 2:1-15)
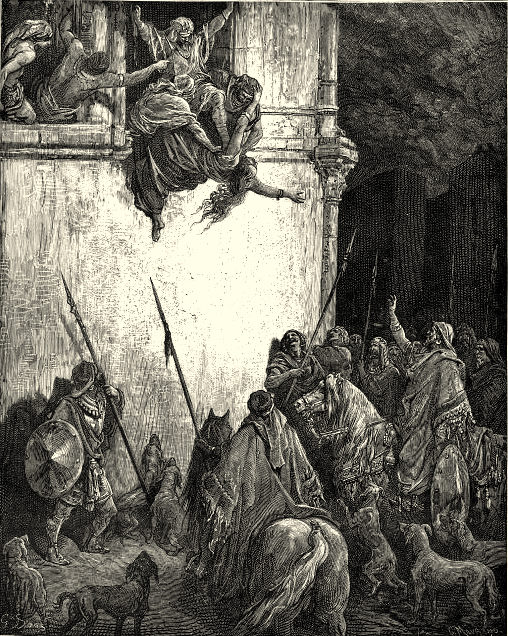
Загибель Єзавель, що переслідувала Іллю